# Município de Tyson (condado de Stanly, Carolina do Norte)
Localização da Carolina do Norte nos E.U.A.
O município de Tyson (em inglês: Tyson Township) é um localização localizado no  condado de Stanly no estado estadounidense da Carolina do Norte. No ano 2010 tinha uma população de 2.638 habitantes.

## Geografia
O município de Tyson encontra-se localizado nas coordenadas 35° 15′ 33,52″ N, 80° 13′ 36,22″ O.